# Adelaide Street Circuit
Koordinati:   34°55′50″S, 138°37′14″E
Adelaide Street Circuit je dirkališče, ki leži v avstralskem mestu Adelaide. Med letoma 1985 in 1995 je gostilo dirko Formule 1 za Veliko nagrado Avstralije.

## Zmagovalci
| Leto | Dirkač          | Moštvo   | Poročilo |
| ---- | --------------- | -------- | -------- |
| 1995 | Damon Hill      | Williams | Poročilo |
| 1994 | Nigel Mansell   | Williams | Poročilo |
| 1993 | Ayrton Senna    | McLaren  | Poročilo |
| 1992 | Gerhard Berger  | McLaren  | Poročilo |
| 1991 | Ayrton Senna    | McLaren  | Poročilo |
| 1990 | Nelson Piquet   | Benetton | Poročilo |
| 1989 | Thierry Boutsen | Williams | Poročilo |
| 1988 | Alain Prost     | McLaren  | Poročilo |
| 1987 | Gerhard Berger  | Ferrari  | Poročilo |
| 1986 | Alain Prost     | McLaren  | Poročilo |
| 1985 | Keke Rosberg    | Williams | Poročilo |